# Celownik noktowizyjny

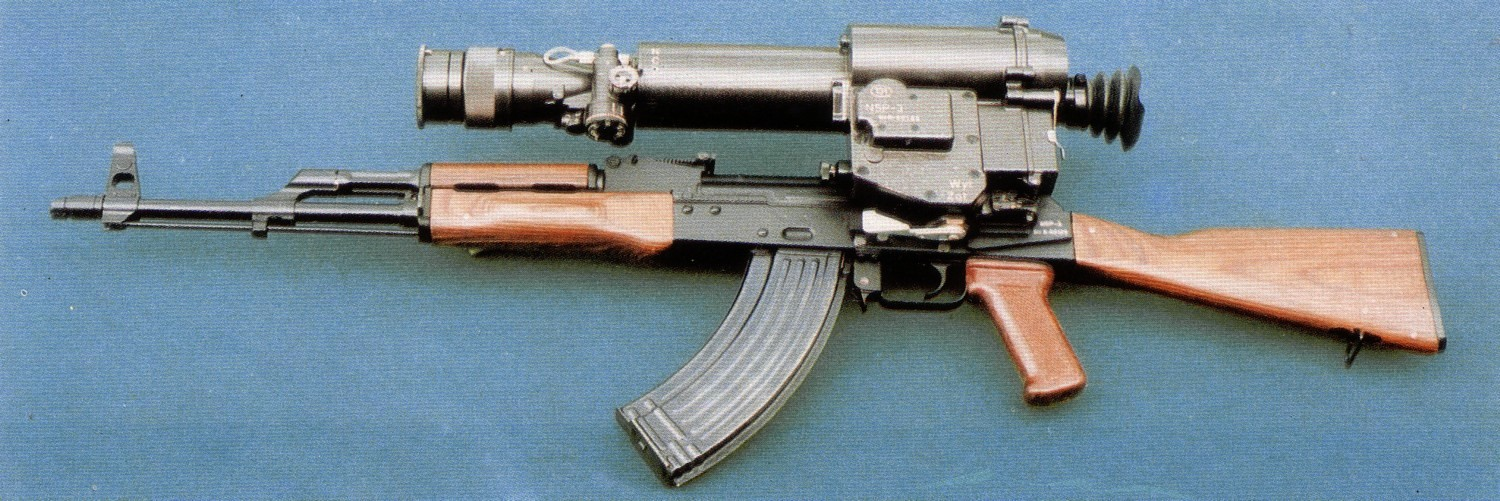
AKMŁ z celownikiem noktowizyjnym NSP-3

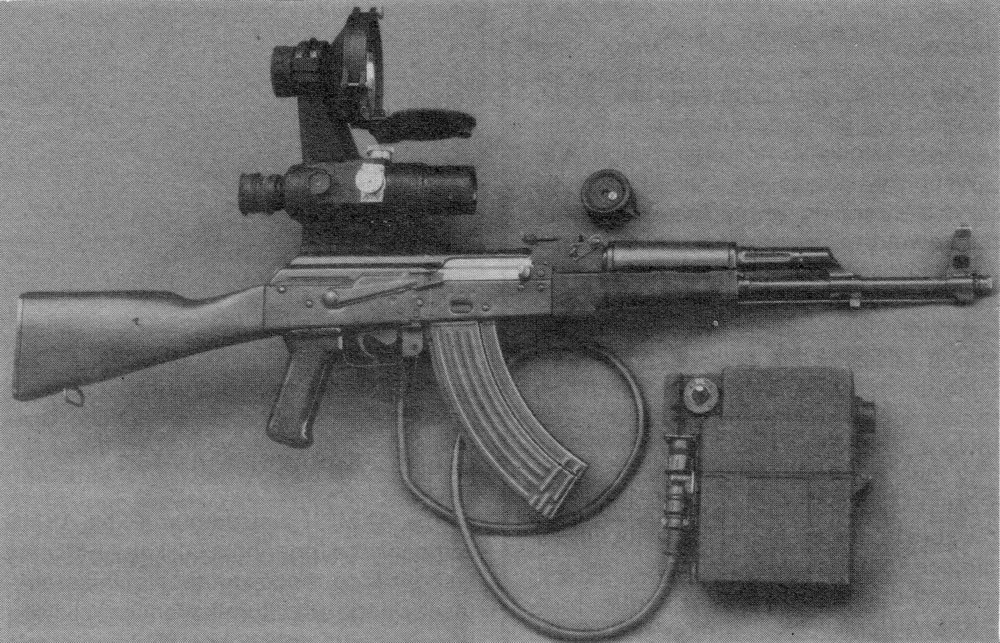
Aktywny celownik noktowizyjny NSP-2 zamocowany na karabinie automatycznym AKM

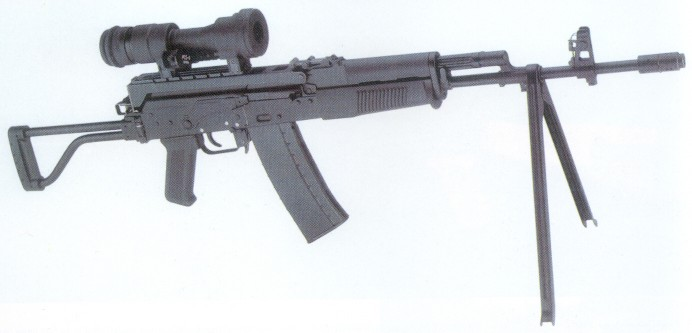
Pasywny celownik noktowizyjny PCS-6 zamocowany na karabinie automatycznym kbs wz. 96 Beryl

Celownik noktowizyjny – rodzaj przyrządów celowniczych w postaci urządzenia elektrooptycznego umożliwiającego celowanie w ciemności. Jest to noktowizor wyposażony w siatkę celowniczą (z mechanizmem kalibracji) i szynę montażową dzięki którym może pełnić role celownika. Celowniki noktowizyjne są wykorzystywane przez siły zbrojne, policje i służby mundurowe, a w niektórych państwach także przez myśliwych (w Polsce zabronione jest używanie celowników noktowizyjnych na broni do celów łowieckich, z wyjątkiem dopuszczenia do polowań na dziki na pewnych obszarach kraju). Dzięki celownikom noktowizyjnym żołnierze są w stanie w nocy dostrzec i zwalczyć przeciwników bez używania oświetlenia i ujawniania swojej pozycji.
Celowniki noktowizyjne zaczęto stosować pod koniec II wojny światowej (zob. ZG 1229 Vampir). W tym czasie istniały celowniki noktowizyjne aktywne wymagające użycia reflektora oświetlającego cel światłem podczerwonym (o długości fali większej niż 780 nm) (generacja 0).
W latach 60 XX w. opracowano urządzenia noktowizyjne mogące pracować dzięki wzmacnianiu światła szczątkowego (może to być światło gwiazd lub księżyca). Elementem aktywnym jest wzmacniacz obrazu, zwykle zbudowany jako wzmacniacz kaskadowy (2 lub 3 tandemowo ustawione wzmacniacze) lub wzmacniacz z płytką mikrokanalikową. Światło po przejściu przez taki wzmacniacz, wzmocnione jest kilka tysięcy razy. Obiekty bardziej odbijające światło są bardziej widoczne, a obiekty mniej odbijające są analogicznie mniej widoczne.
Elementem aktywnym w celownikach noktowizyjnych i noktowizorach jest przetwornik optoelektroniczny. Generacje przetworników optoelektronicznych określają różnice pomiędzy kolejnymi produkowanymi przetwornikami.
Generacje noktowizorów:
- Generacja 0 – aktywne noktowizory o zerowym wzmocnieniu sygnału, do ich pracy konieczne jest stosowanie reflektora oświetlającego cel promieniowaniem podczerwonym. Ten typ przetwornika ma szeroki zakres pracy 750-950nm, niestety wzmocnienie sygnału jest bardzo niskie 1 do 10 razy.

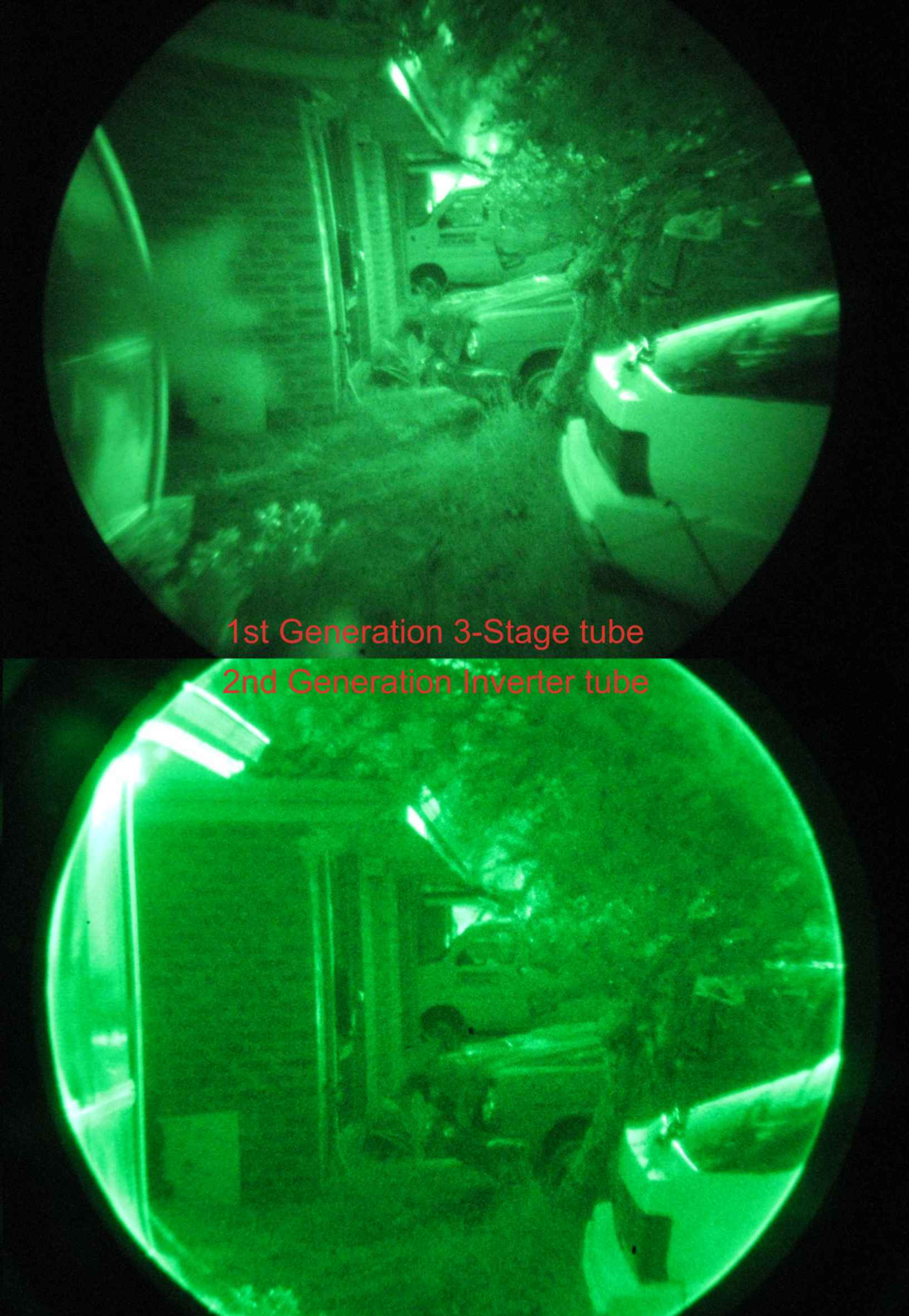
Porównanie obrazu uzyskiwanego przez przetworniki 1 i 2 generacji. Widoczne wyraźne zniekształcenia obrazu przy krawędzi w przetworniku 1 gen.

- Generacja 1 – pierwsze pasywne noktowizory o wzmocnieniu sygnału do 5000 razy (typowo około 1000 razy), dają wyraźny obraz przy księżycu w pełni. Celem podniesienia wzmocnienia układu przetworniki łączono w kaskady, maksymalnie trójstopniowe – osiągały wzmocnienia rzędu nawet 20000-40000x (np. radziecki NSP-3). Wadą systemu kaskadowego było zwiększenie szumu przetwornika. Inną wadą jest stosunkowo niska żywotność przetwornika – około 1500 godzin. Przetworniki pierwszej generacji są tanie – można je obecnie (kwiecień 2010) nabyć za kwotę od 600 do 2000 zł, są również uważane za technicznie przestarzałe. Zakres pracy dość wąski 750-800nm.

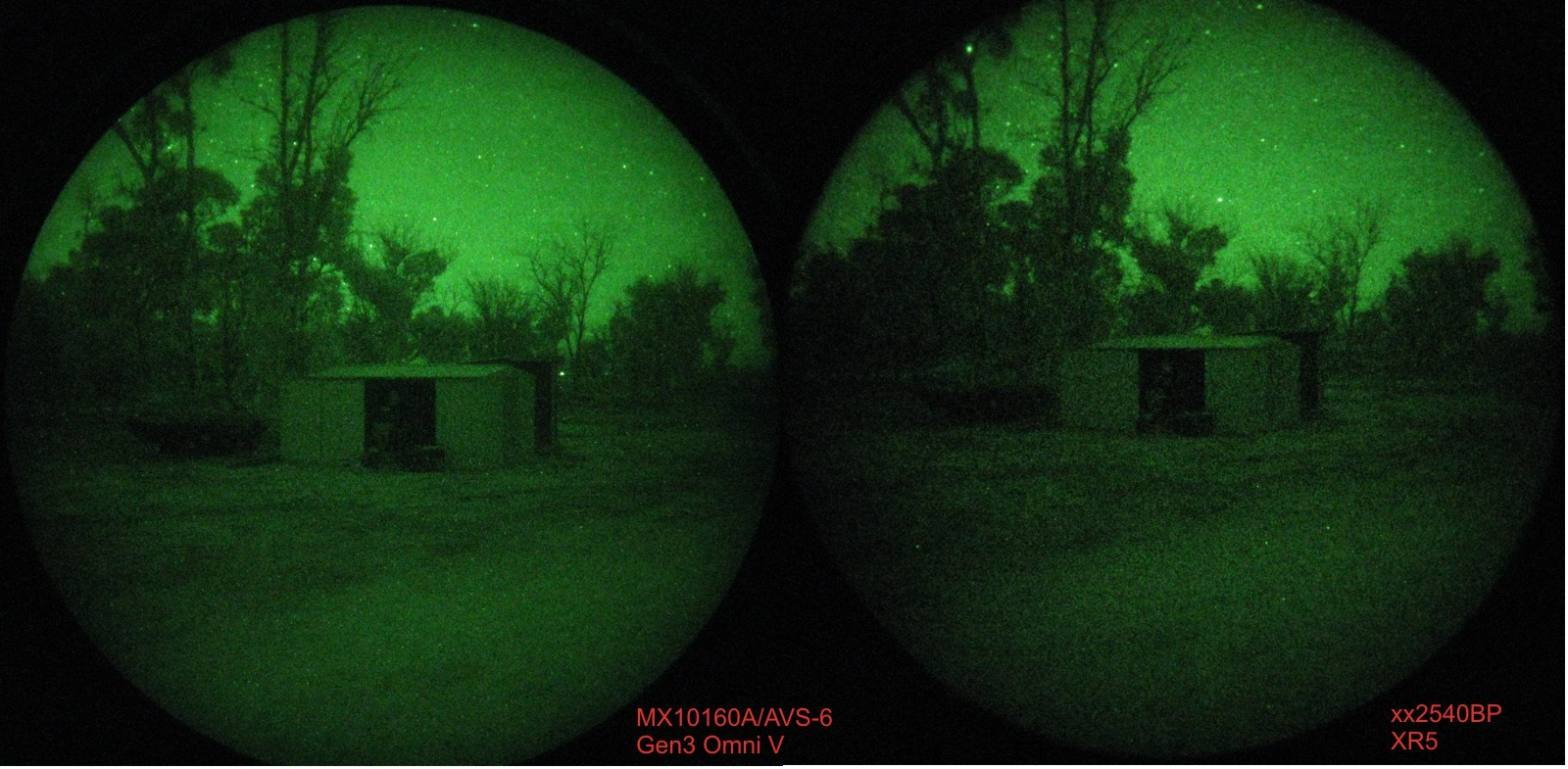
Porównanie obrazu uzyskiwanego przez przetworniki 2 i 3 generacji.

- Generacja 2 – następną generację przetworników opracowano w połowie lat 70. Najistotniejszą zmianą było zastosowanie w nich płytek mikrokanałowych, które umożliwiły uzyskanie większego wzmocnienia – do 50000x. Duże wzmocnienie zapewnia poprawną pracę w czasie bezksiężycowych nocy. Wadami przetworników drugiej generacji jest: cena – są kilkukrotnie droższe niż przetworniki 1 generacji (od 1500 do 3000 zł) i zmniejszenie odporności mechanicznej przetwornika. Zaletami jest zmniejszenie wymiarów przetwornika, zwiększenie rozdzielczości, zwiększenie odstępu sygnału od szumu i znaczne zwiększenie żywotności – do około 3000 godzin. Zakres pracy jest szerszy niż w generacji 1 i wynosi 780-850nm.
- Generacja 3 – wprowadzone w połowie lat 80, są niewielką modyfikacją przetworników drugiej generacji – wprowadzono fotokatodę zbudowaną z arsenku galu (GaAs). Fotokatoda z arsenku galu poprawia znacznie czułość i umożliwia pracę w bardzo szerokim zakresie widma – od 450 do 950 nm. Promieniowanie nieba nocnego jest bogate w podczerwień w zakresie 900–950 nm więc przetwornik 3 generacji korzysta z naturalnego emitera podczerwieni, do rozświetlenia mroków nocy. Dodatkowo wprowadzono w przetwornikach 3 generacji warstwę tlenku aluminium (ion film, ion barrier), który chroni płytkę mikrokanalikową przed przedwczesnym zużyciem, co wydłużyło żywotność do 10000 godzin. Przetworniki 3 generacji są bardzo drogie (ok. 3 do 8 tysięcy złotych). Zakres pracy jest szerszy niż w generacji 2 i wynosi 780-920nm.
- Generacja 4 – opracowana na przełomie XX i XXI wieku jest modyfikacją przetwornika trzeciej generacji. Usunięto warstwę tlenku aluminium (ion film, ion barrier) co zwiększyło czułość i wzmocnienie, ale zmniejszyło żywotność urządzenia. Aby zachować długą żywotność przetwornika wprowadzono impulsowe jego zasilanie sygnałem prostokątnym o nanosekundowym przebiegu (energy gating – „bramowanie” energii). Taka technika zasilania wydłużyła żywotność przetwornika, zwiększyła dynamikę przetwornika oraz zwiększyła odporność przetwornika na „oślepienie”. Można komfortowo obserwować światła samochodu, czy też latarnie uliczne na oświetlonej ulicy. Ten typ przetwornika sprawdza się w czasie operacji prowadzonych w terenie zurbanizowanym (obszar zabudowany) (ang. skrótowiec MOUT).

Obecnie w technice wojskowej najczęściej stosowane są celowniki noktowizyjne 2 i 3 generacji. Często stosuje się je w tandemie z laserowym wskaźnikiem celu pracującym w podczerwieni. Dla przetworników 1 i 2 generacji używa się długości fali 870–875 nm zaś dla przetworników 3 i 4 generacji stosowane są długości około 920–950 nm. Stosowanie oświetlaczy IR nie jest konieczne, ale umożliwia identyfikację celu z większej odległości. Jeśli jako oświetlacz stosowany jest promień lasera, co zmniejsza możliwość wykrycia oświetlacza przez nieprzyjaciela.
Nazwa noktowizor i celownik noktowizyjny są często stosowane zamiennie oraz często mylone z termowizorem lub celownikiem termowizyjnym.